# Philippe Starck
Philippe-Patrick Starck (Paris, 18 de janeiro de 1949) é um designer e arquiteto francês.

## Carreira
Estudou na École Nissim de Camondo. Em 1965 ganhou a competição de mobiliário de La Vilette. Três anos depois fez parte do desenvolvimento de móveis infláveis em parceria com L. Venturi. Foi diretor de arte da Pierre Cardin (1969) onde produziu 65 peças de design exclusivo. Trabalhou para várias empresas como: Disform, Driade, Baleri, XO e Idée.
Em 1979 fundou sua própria empresa, a Starck Productions. Já havia trabalhado como designer de produtos, de mobiliário e de interiores quando foi selecionado a desenvolver a renovação completa de apartamento pessoal do presidente de seu país.
Em 1986 tornou-se conferencista adjunto da Domus Academy, em Milão.
É conhecido mundialmente pelo seu design leve e contemporâneo, tanto pela forma, quanto pelos materiais que emprega em suas criações.
Em 2011 passou a viver em Cascais, Portugal.